# Liste kantonaler Volksabstimmungen des Kantons Nidwalden
Die Liste kantonaler Volksabstimmungen des Kantons Nidwalden zeigt die Volksabstimmungen des Kantons Nidwalden seit dem Jahr 2000.

## Abstimmungen

### 2023
| Datum      | Titel der Vorlage                                                                                | Anteil Ja-Stimmen | Resultat   |
| ---------- | ------------------------------------------------------------------------------------------------ | ----------------- | ---------- |
| 12.03.2023 | Volksinitiative für eine Änderung der Kantonsverfassung «Nidwalden ab 2040 klimaneutral»         | 26,48 %           | Abgelehnt  |
| 12.03.2023 | Gegenvorschlag des Landrates zur Änderung der Kantonsverfassung «Nidwalden ab 2040 klimaneutral» | 61,08 %           | Angenommen |

### 2022
| Datum      | Titel der Vorlage                                             | Anteil Ja-Stimmen | Resultat  |
| ---------- | ------------------------------------------------------------- | ----------------- | --------- |
| 27.11.2022 | Objektkredit für das Bauprojekt Entlastungsstrasse Stans West | 47,30 %           | Abgelehnt |

### 2021
2021 fanden im Kanton Nidwalden keine kantonalen Volksabstimmungen statt.

### 2020
| Datum      | Titel der Vorlage                                                                   | Anteil Ja-Stimmen | Resultat   |
| ---------- | ----------------------------------------------------------------------------------- | ----------------- | ---------- |
| 27.09.2020 | Teilrevision Steuergesetz: Vorlage Landrat für eine Teilrevision des Steuergesetzes | 59,46 %           | Angenommen |
| 27.09.2020 | Teilrevision Steuergesetz: Gegenvorschlag: für eine Teilrevision des Steuergesetzes | 42,29 %           | Abgelehnt  |

### 2019
| Datum      | Titel der Vorlage                                                                              | Anteil Ja-Stimmen | Resultat   |
| ---------- | ---------------------------------------------------------------------------------------------- | ----------------- | ---------- |
| 24.11.2019 | Ziehen Sie die Vorlage des Landrates für ein neues Gastgewerbegesetz dem geltenden Gesetz vor? | 76,10 %           | Angenommen |
| 24.11.2019 | Ziehen Sie den Gegenvorschlag für ein neues Gastgewerbegesetz dem geltenden Gesetz vor?        | 28,33 %           | Abgelehnt  |

### 2018
| Datum      | Titel der Vorlage                                                                           | Anteil Ja-Stimmen | Resultat   |
| ---------- | ------------------------------------------------------------------------------------------- | ----------------- | ---------- |
| 23.09.2018 | Objektkredit für den Ersatzbau Süd des Waffenplatzes Wil                                    | 59,92 %           | Angenommen |
| 10.06.2018 | Stellungnahme Regierungsrat betreffend Sachplanverfahren geologische Tiefenlager (Etappe 2) | 89,06 %           | Angenommen |

### 2017
| Datum      | Titel der Vorlage                                                                      | Anteil Ja-Stimmen | Resultat   |
| ---------- | -------------------------------------------------------------------------------------- | ----------------- | ---------- |
| 26.11.2017 | Bewilligung eines Objektkredites für die Modernisierung des zivilen Flugplatzes Buochs | 66,33 %           | Angenommen |

### 2016
| Datum      | Titel der Vorlage | Anteil Ja-Stimmen | Resultat  |
| ---------- | --- | ----------------- | --------- |
| 25.09.2016 | Volksinitiative zur Änderung der Verfassung des Kantons Nidwalden betreffend die zeitliche Befristung von Gesetzen                                               | 43,20 %           | Abgelehnt |
| 05.06.2016 | Volksinitiative zur Änderung des Gesetzes über die Raumplanung und das öffentliche Baurecht (Planungs- und Baugesetz, PBG) betreffend das hindernisfreiere Bauen | 27,23 %           | Abgelehnt |

### 2015
| Datum      | Titel der Vorlage                                                                                                  | Anteil Ja-Stimmen | Resultat   |
| ---------- | --- | ----------------- | ---------- |
| 29.11.2015 | Teilrevision des Ergänzungsleistungsgesetzes betreffend Kürzung der persönlichen Auslagen (sowie Vermögensverzehr) | 30,51 %           | Abgelehnt  |
| 29.11.2015 | Teilrevision des Mittelschulgesetzes betreffend Schulgeldbeiträge                                                  | 42,10 %           | Abgelehnt  |
| 29.11.2015 | Teilrevision des Personalgesetzes betreffend Aufhebung der Übergangsrente                                          | 60,13 %           | Angenommen |
| 29.11.2015 | Teilrevision des Steuergesetzes betreffend Fahrkostenabzug                                                         | 56,60 %           | Angenommen |
| 14.06.2015 | Teilrevision des Volksschulgesetzes betreffend die Neuregelung der Schuleingangsstufe                              | 32,55 %           | Abgelehnt  |
| 08.03.2015 | Volksinitiative zur Teilrevision des Volksschulgesetzes betreffend den Sprachunterricht auf der Primarstufe        | 38,28 %           | Abgelehnt  |

### 2014
| Datum      | Titel der Vorlage                                                                      | Anteil Ja-Stimmen | Resultat   |
| ---------- | -------------------------------------------------------------------------------------- | ----------------- | ---------- |
| 28.09.2014 | Gegenvorschlag des Landrates zur Volksinitiative "Für bezahlbares Wohnen in Nidwalden" | 71,47 %           | Angenommen |

### 2013
| Datum      | Titel der Vorlage | Anteil Ja-Stimmen | Resultat   |
| ---------- | --- | ----------------- | ---------- |
| 22.09.2013 | Wahlverfahren für den Landrat | 60,43 %           | Angenommen |
| 09.06.2013 | Teilrevision des Einführungsgesetzes zum Bundesgesetz über die Krankenversicherung betreffend Anpassungen im Bereich der Prämienverbilligung | 58,24 %           | Angenommen |
| 03.03.2013 | Volksinitiative zur Abschaffung der Pauschalsteuer                                                                                           | 31,43 %           | Abgelehnt  |

### 2012
2012 fanden im Kanton Nidwalden keine kantonalen Volksabstimmungen statt.

### 2011
| Datum      | Titel der Vorlage                                                      | Anteil Ja-Stimmen | Resultat   |
| ---------- | ---------------------------------------------------------------------- | ----------------- | ---------- |
| 13.02.2011 | Objektkredit Ausbau Mittelschule, Kollegium St. Fidelis                | 84,37 %           | Angenommen |
| 13.02.2011 | Vernehmlassung Etappe 1 des Sachplanverfahrens geologische Tiefenlager | 79,74 %           | Angenommen |

### 2010
| Datum      | Titel der Vorlage                                                      | Anteil Ja-Stimmen | Resultat   |
| ---------- | ---------------------------------------------------------------------- | ----------------- | ---------- |
| 26.09.2010 | Volksinitiative «für einen schrittweisen Ausstieg aus der Atomenergie» | 35,99 %           | Abgelehnt  |
| 02.05.2010 | Änderung der Kantonsverfassung betreffend die Organisation der Justiz  | 89,57 %           | Angenommen |

### 2009
| Datum      | Titel der Vorlage | Anteil Ja-Stimmen | Resultat   |
| ---------- | --- | ----------------- | ---------- |
| 29.11.2009 | Volksinitiative der Sozialdemokratischen Partei Nidwalden (SP) im Sinne einer Allgemeinen Anregung für eine zeitgemässe Gemeindedemokratie in Nidwalden                | 35,17 %           | Abgelehnt  |
| 08.02.2009 | Beitritt des Kantons Nidwalden zur Interkantonalen Vereinbarung über die Harmonisierung der obligatorischen Schule (Harmos-Konkordat)                                  | 37,68 %           | Abgelehnt  |
| 08.02.2009 | Bewilligung eines Objektkredites für den Neubau eines Zentrums für den Bevölkerungsschutz inkl. Ausbildungsparcours und Optimierung des Camps SWISSINT in Wil-Oberdorf | 66,78 %           | Angenommen |

### 2008
| Datum      | Titel der Vorlage                     | Anteil Ja-Stimmen | Resultat   |
| ---------- | ------------------------------------- | ----------------- | ---------- |
| 28.09.2008 | Totalrevision des Baugesetzes         | 44,99 %           | Abgelehnt  |
| 28.09.2008 | Totalrevision des Gesundheitsgesetzes | 53,00 %           | Angenommen |
| 28.09.2008 | Gegenvorschlag CVP                    | 47,79 %           | Abgelehnt  |

### 2007
| Datum      | Titel der Vorlage | Anteil Ja-Stimmen | Resultat   |
| ---------- | --- | ----------------- | ---------- |
| 17.06.2007 | Teilrevision des Familiengesetzes mit dem Antrag des Landrates und dem Gegenvorschlag der Schweizer Arbeitspartei (SAP) Antrag an Landrat | 85,77 %           | Angenommen |
| 17.06.2007 | Gegenvorschlag SAP | 13,84 %           | Abgelehnt  |

### 2006
| Datum      | Titel der Vorlage                                                                    | Anteil Ja-Stimmen | Resultat   |
| ---------- | ------------------------------------------------------------------------------------ | ----------------- | ---------- |
| 21.05.2006 | Volksinitiative der SP Nidwalden über zusätzliche Mittel für die Prämienverbilligung | 39,45 %           | Abgelehnt  |
| 21.05.2006 | Teilrevision des Steuergesetzes mit dem Antrag des Landrates                         | 74,91 %           | Angenommen |
| 21.05.2006 | Teilrevision des Steuergesetzes – Gegenvorschlag Demokratisches Nidwalden            | 32,30 %           | Abgelehnt  |

### 2005
| Datum      | Titel der Vorlage | Anteil Ja-Stimmen | Resultat  |
| ---------- | --- | ----------------- | --------- |
| 25.09.2005 | Volksinitiative der SVP Nidwalden auf Änderung der Kantonsverfassung betreffend die Zusammensetzung des Regierungsrates (Reduktion von sieben auf fünf Mitglieder) | 40,45 %           | Abgelehnt |

### 2004
| Datum      | Titel der Vorlage                                                                                                  | Anteil Ja-Stimmen | Resultat   |
| ---------- | --- | ----------------- | ---------- |
| 26.09.2004 | Gesetz über das Halten von Hunden (Hundegesetz)                                                                    | 78,1 %            | Angenommen |
| 26.09.2004 | Änderung des Gesetzes über das Kantonale Elektrizitätswerk Nidwalden in Bezug auf die Schaffung eines Energiefonds | 26,8 %            | Abgelehnt  |

### 2003
2003 keine kantonalen Vorlagen.

### 2002
| Datum      | Titel der Vorlage                                                                                                | Anteil Ja-Stimmen | Resultat  |
| ---------- | --- | ----------------- | --------- |
| 22.09.2002 | Verleihung an die GNW zur Benützung des Untergrundes für den Bau und Betrieb eines Sondierstollens am Wellenberg | 42,5 %            | Abgelehnt |

### 2001
| Datum      | Titel der Vorlage | Anteil Ja-Stimmen | Resultat  |
| ---------- | --- | ----------------- | --------- |
| 23.09.2001 | Gesetz über den Energiemarkt und die Beteiligung des Kantons an Unternehmen im Energie- und Fernmeldebereich (Energiemarktgesetz) | 40,5 %            | Abgelehnt |

### 2000
| Datum      | Titel der Vorlage                                                                    | Anteil Ja-Stimmen | Resultat   |
| ---------- | ------------------------------------------------------------------------------------ | ----------------- | ---------- |
| 26.11.2000 | Neues Steuergesetz mit Gegenvorschlag                                                | 77,5 %            | Angenommen |
| 24.09.2000 | Änderung der Kantonsverfassung betreffend die Festsetzung der kantonalen Steuerfüsse | 60,6 %            | Angenommen |